# 馬越石トンネル
馬越石トンネル（まごいしトンネル）は、宮城県仙台市太白区茂庭字馬越石にある宮城県道31号仙台村田線のトンネルである。

## 沿革
- 1892年（明治25年） 生出村の村長 長尾四郎右衛門が村道改修の一事業として開削。同時期に折立の広瀬川に生瀬橋が、生出の名取川に生出橋が架設される。
- 1950年（昭和25年） 拡幅工事竣工。
- 1954年（昭和29年） 主要地方道認定。宮城県道31号仙台村田線の一部となる。
- 1973年（昭和48年） 再拡幅工事竣工。
- 1989年（平成元年） 仙台市の政令指定都市移行に伴い、トンネルの管理自治体が宮城県から仙台市へと移る。
- 2006年（平成18年） 馬越石トンネル村田側坑口傍の茂庭台側斜面で土砂崩れが発生。トンネルを含む宮城県道31号仙台村田線が一時通行止めとなる。

## 仕様
- 延長：50.6m
- 幅員：3.6m
- 高さ：3.0m
- 車道：片側１車線　追越禁止
- 歩道：路肩両側にあり。ただし、人が１人ギリギリ通れる程度の幅しかない。

## 概要
青葉区と太白区の境（馬越石トンネル自体は太白区にある）に位置し、仙台市街部と秋保温泉や川崎町を結ぶ上での要所である。
仙台藩政時代は現在の馬越石トンネルの脇にある山道が仙台城下への最短ルートであり、ここを通らない場合は長町を迂回しなければならなかった。
明治維新後、茂庭村（後の生出村、現在の仙台市太白区）の村長　長尾四郎右衛門が推し進める村道改修事業の一環として茂庭と折立の間に隧道が建設された。これが馬越石トンネルである。（四郎右衛門はこの他生瀬橋や生出橋など現在に残る橋の整備もこの村道改修事業で行っている。）
馬越石トンネルの完成により、仙台市街へのアクセスは長町を経由するよりも格段に良くなった。
その後、宮城県より拡幅工事を2度、仙台市より坑口の改修を１度を受け、現在に至る。

## 交通の要所
前述の通り、山形や仙南から東北自動車道を経由せずに仙台市街へとアクセスする場合、当トンネルを経由し、仙台西道路を通るのが最短ルートである（仙台西道路が建設される以前から当トンネルは存在していたが、それでも国道286号を通るより早く仙台市街へ行くことができた。）。そのため、自動車が身近な交通手段となり得た昨今は朝晩の渋滞が激しい。
また、馬越石トンネルの前後は急勾配の坂となっており、冬季は路面凍結で登坂できなくなった車両がトンネル付近で立往生することがしばしばある。冬季に馬越石トンネル付近を通過する場合は冬道対策が必須となる。

## 4車線化に伴う取り壊し提案
国道286号から折立交差点にかけては途中上り側に登坂車線があるが、馬越石トンネルの直前でボトルネックとなっており、渋滞のメッカとなりつつある。
馬越石トンネルの坑口の上は太白山と蕃山の間を動物達が通る獣道と言われている。
茂庭台 - 折立間の交通量増大にともない渋滞解消のため仙台村田線4車線化の要望が茂庭台住民から出ているが、4車線化には馬越石トンネルを4車線化するか取り壊すかのいずれかをしなければならない。拡幅にしろ取り壊しにしろ、周辺の自然環境の悪化は避けられないため、動物保護団体から「トンネルの取り壊しなどは動物達の交流が絶たれてしまい生態系に変化との懸念がある」との反対があり、拡幅工事の計画は進んでいない。